# Bronisław Darski

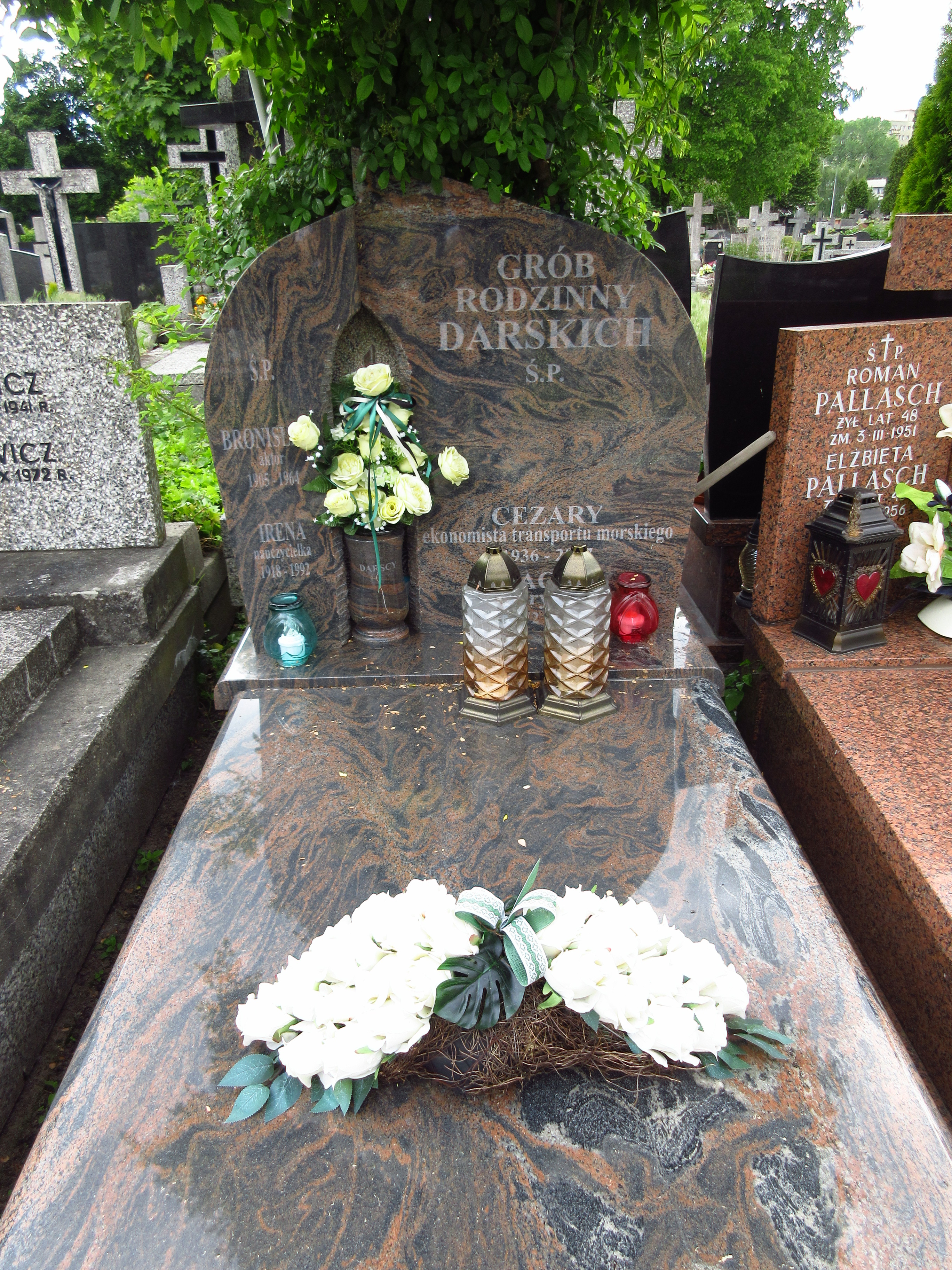
Grób Bronisława Darskiego na cmentarzu Bródnowskim

Bronisław Darski (ur. 12 marca 1905 w Strzemieszycach Wielkich, zm. 10 marca 1964 w Warszawie) – polski aktor teatralny i filmowy.

## Życiorys
Urodził się w rodzinie Marcela Lipy i Anieli z Fiszerów. Po ukończeniu gimnazjum matematyczno-przyrodniczego w latach 1922–1929 był praktykantem w Polskim Banku Przemysłowym w Łodzi. Równocześnie uczęszczał do Instytutu Dramatycznego przy łódzkim Teatrze Miejskim. Lekcje gry scenicznej pobierał u Kazimierza Tatarkiewicza i Gwido Trzywdar-Rakowskiego. W latach 1924–1926 statystował w Teatrze Popularnym i Teatrze Miejskim w Łodzi. W latach 1926–1929 grał w Teatrze Objazdowym na terenie województwa łódzkiego, w latach 1929–1931 w teatrze Chochlik w Łodzi, w sezonie 1931/32 w teatrze Gong w Łodzi, w sezonie 1932/33 w poznańskim teatrze rewiowym Dobry Wieczór, w latach 1933–1939 w zespołach rewiowych w różnych miastach, m.in. we Lwowie, Bydgoszczy, Łodzi. Na scenie używał od początku działalności pseudonimu Darski. Oficjalnie zmienił nazwisko z Lipa na Darski 30 kwietnia 1948 w Łodzi. 
Podczas okupacji niemieckiej był pośrednikiem handlowym w Łodzi (1939–1940), występował w teatrze jawnym Miraż w Warszawie (1940–1941), pracował w Warszawie jako kelner w Barze Kujawskim (1941–1944). Brał czynny udział w walkach z okupantem na terenie stolicy. 
Od 1944 występował w lubelskim Teatrze Objazdowym. W 1945 powrócił do Łodzi i otrzymał angaż w Teatrze Gong, po dwóch latach przeszedł do Teatru Satyrycznego Osa (1947–1952). W 1952 po przeprowadzce do Warszawy, zaangażował się w Teatrze Satyryków. Po trzech latach przeniósł się do Teatru Syrena, w którym grał aż do śmierci. Występował także w filmach i spektaklach Teatru Telewizji. 
W 1935 ożenił się z Ireną Wentel (1918–1992), nauczycielką.  
Zmarł w wieku 59 lat, pochowany 13 marca 1964 na cmentarzu Bródnowskim (kwatera 82B-1-33).

## Ordery i odznaczenia
- Złoty Krzyż Zasługi (15 lipca 1954)[4]
- Medal 10-lecia Polski Ludowej (19 stycznia 1955)[5]